# أموري نولاسكو
أموري نولاسكو (بالإنجليزية: Amaury Nolasco)‏ ممثل أمريكي من أصول بورتوريكية، ولد يوم الرابع والعشرين من ديسمبر 1970 في بورتو ريكو، عرف بأدائه لشخصية فرناندو سوكري (البورتوريكي الاصل كذلك) في المسلسل التلفزيوني الأمريكي بريزون بريك.

## قائمة الأعمال
| السنة       | العنوان                        | الدور          |
| ----------- | ------------------------------ | -------------- |
| السينما     |                                |                |
| 2007        | Transformers                   | Figueroa       |
| 2006        | The Benchwarmers               | Carlos         |
| 2004        | Mr. 3000                       | Minadeo        |
| 2003        | The Librarians                 | G-Man          |
| 2003 ]      | 2 Fast 2 Furious               | Orange Julius  |
| 2002        | Final Breakdown                | Hector Arturo  |
| 2000        | Brother                        | Victor         |
| التلفزيون   |                                |                |
| 2007        | Mind of Mencia                 | نفسه           |
| 2005 - 2009 | بريسون بريك                    | فرناندو سوكري  |
| 2005        | CSI: NY                        | Ruben DeRosa   |
| 2004        | Eve                            | Adrian         |
| 2003        | George Lopez                   | Young Manny    |
| 2002        | ER                             | Ricky          |
| 2001        | CSI: Crime Scene Investigation | Hector Delgado |
| 2000        | The Huntress                   |                |
| 2000        | Hazzard in Hollywood           | Cypriano       |
| 1999        | Early Edition                  | Pedro Mendoza  |
| 1999        | Arli$$                         | Ivory Ortega   |

## روابط خارجية
- أموري نولاسكو على موقع IMDb (الإنجليزية)
- أموري نولاسكو على موقع روتن توميتوز (الإنجليزية)
- أموري نولاسكو على موقع ألو سيني (الفرنسية)
- أموري نولاسكو على موقع ميوزك برينز (الإنجليزية)
- أموري نولاسكو على موقع أول موفي (الإنجليزية)
- أموري نولاسكو على موقع قاعدة بيانات الأفلام السويدية (السويدية)
- أموري نولاسكو على موقع إن إن دي بي (الإنجليزية)
- أموري نولاسكو على موقع قاعدة بيانات الفيلم (الإنجليزية)
- أموري نولاسكو على موقع كينوبويسك (الروسية)